# Taschkentia parthorum
Taschkentia parthorum är en mångfotingart som först beskrevs av Pocock 1891.  Taschkentia parthorum ingår i släktet Taschkentia och familjen storjordkrypare. Inga underarter finns listade i Catalogue of Life.